# 電話性愛

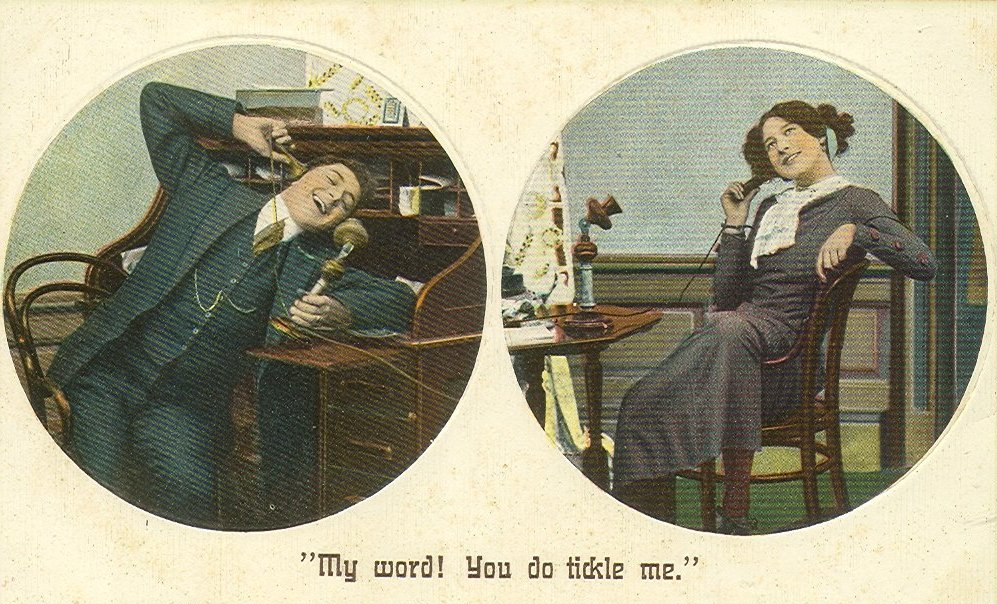
"My word! You do tickle me." – "Saucy" 1910年的明信片

电话性愛，簡稱電愛，是一种两人或者多人在电话中講述性內容來刺激性慾的虚拟性交，期间一般至少有一个参与者会配合自慰或产生性幻想。其特徵往往包括诸如提示、叙述性及扮演性的性對話，讲述色情故事和自白，描述性愛的感受，谈论私人或敏感的性话题，以及仅仅互相聆听对方自慰時的聲音等。
电话性愛有時存在於遠距離戀愛的情人或分隔兩地的配偶，也有透過電話徵友與陌生人電話调情，亦作为一种商业行为，即色情電話服務。

## 以電話性愛為題材的作品
- 《搶錢家族》（The Joneses）：2009年的美國喜劇電影
- 《我的PS搭檔》：2012的韓國喜劇電影
- 《激情熱線》：2012年的美國喜劇電影
- 《0204》：台灣歌手張震嶽的作品，收錄於2000年的專輯《有問題》[3]